# Elron
AS Eesti Liinirongid, que opera bajo el nombre de Elron, es una empresa estatal de transporte ferroviario de pasajeros en Estonia. Antes de 2014, la compañía operaba exclusivamente el sistema de trenes de cercanías electrificados en Harjumaa, y hasta octubre de 2013 era conocida como Elektriraudtee, es decir, «el ferrocarril eléctrico». El 1 de enero de 2014, Elron asumió todos los servicios ferroviarios nacionales de pasajeros en Estonia que anteriormente estaban gestionados por Edelaraudtee.

## Historia
La empresa fue fundada como Elektriraudtee en 1998. Aunque inicialmente operaba como una filial de Eesti Raudtee, se separó completamente en un plazo de dos años.
En mayo de 2013, el gobierno estonio declaró que Elron sería el único operador nacional de transporte ferroviario de pasajeros en Estonia, lo que obligó a la empresa Edelaraudtee a reorientar sus actividades y abandonar el sector de pasajeros. Este cambio no estuvo exento de controversia, se produjo una disputa legal entre Edelaraudtee y el gobierno estonio por una compensación económica debido a la pérdida de ingresos derivada de su retirada forzada del servicio de pasajeros.
Durante finales de la década de 2010 y principios de 2020, Elron colaboró estrechamente con Edelaraudtee para estudiar e implementar diversas oportunidades que permitieran aumentar la velocidad operativa de algunas líneas, lo que permitió acelerar los servicios en ciertos tramos. En mayo de 2020, Eesti Raudtee anunció una licitación para diseñar y ejecutar la electrificación de toda la red ferroviaria estonia. Ese mismo año, Elron expresó su interés en electrificar la línea transfronteriza entre Tallin y San Petersburgo, como parte de un posible proyecto conjunto entre Rusia y Estonia, siempre que se lograran condiciones favorables.
Durante la década de 2020, Elron tiene múltiples planes para ampliar y mejorar su red. Se han estudiado diversas opciones, incluida la reutilización de antiguas líneas de mercancías, mientras que una reorganización propuesta podría reducir el tiempo de viaje entre Tallin y Tartu a menos de dos horas. Se espera que la velocidad máxima de servicio de los trenes de Elron aumente hasta los 160 km/h. Para 2023, ya estaban en marcha los trabajos para volver a conectar la ciudad occidental de Haapsalu, que no cuenta con conexión ferroviaria con la capital desde los años noventa, con una finalización prevista para 2027. También se está planificando una nueva terminal en Kristiine, al oeste del centro de Tallin, que estará mejor integrada con el resto del transporte público de la ciudad.
A mediados de 2021, se introdujo una nueva tarifa más alta para los pasajeros que viajan con bicicletas. En enero de 2022, tras dos años sin subidas de precios, Elron incrementó sus tarifas regulares en casi un 9,5 %, justificando la medida por el aumento del coste de la energía y la necesidad de financiar mejoras en la infraestructura. Dos meses después, la empresa anunció que los refugiados ucranianos podrían viajar gratuitamente en sus trenes. En mayo de 2022, se informó de que el número de pasajeros, que había caído drásticamente en 2020 debido a la pandemia de COVID-19, se había recuperado.
A finales de 2023, Elron dejó de emitir anuncios en idioma ruso tras recibir quejas. En septiembre de ese mismo año, el sistema de venta de billetes de Elron fue interrumpido temporalmente por un ataque de denegación de servicio distribuido (DDoS), presuntamente realizado por hackers prorrusos.

## Red

### Ferrocarril interurbano
Elron opera trenes interurbanos desde la estación Báltica de Tallin en varias líneas: Tallin–Tartu–Valga —con conexión a los trenes de Pasažieru vilciens hacia Riga—, Tallin–Tartu–Koidula, Tallin–Narva y Tallin–Viljandi. Los servicios en la ruta Tallin–Pärnu finalizaron en diciembre de 2018. La línea requería una renovación considerable, y no se consideró justificable invertir el dinero necesario en ella cuando faltaban unos ocho años para la puesta en marcha de Rail Baltica, que ofrecerá un servicio mucho más rápido a Pärnu.

### Cercanías de Tallin

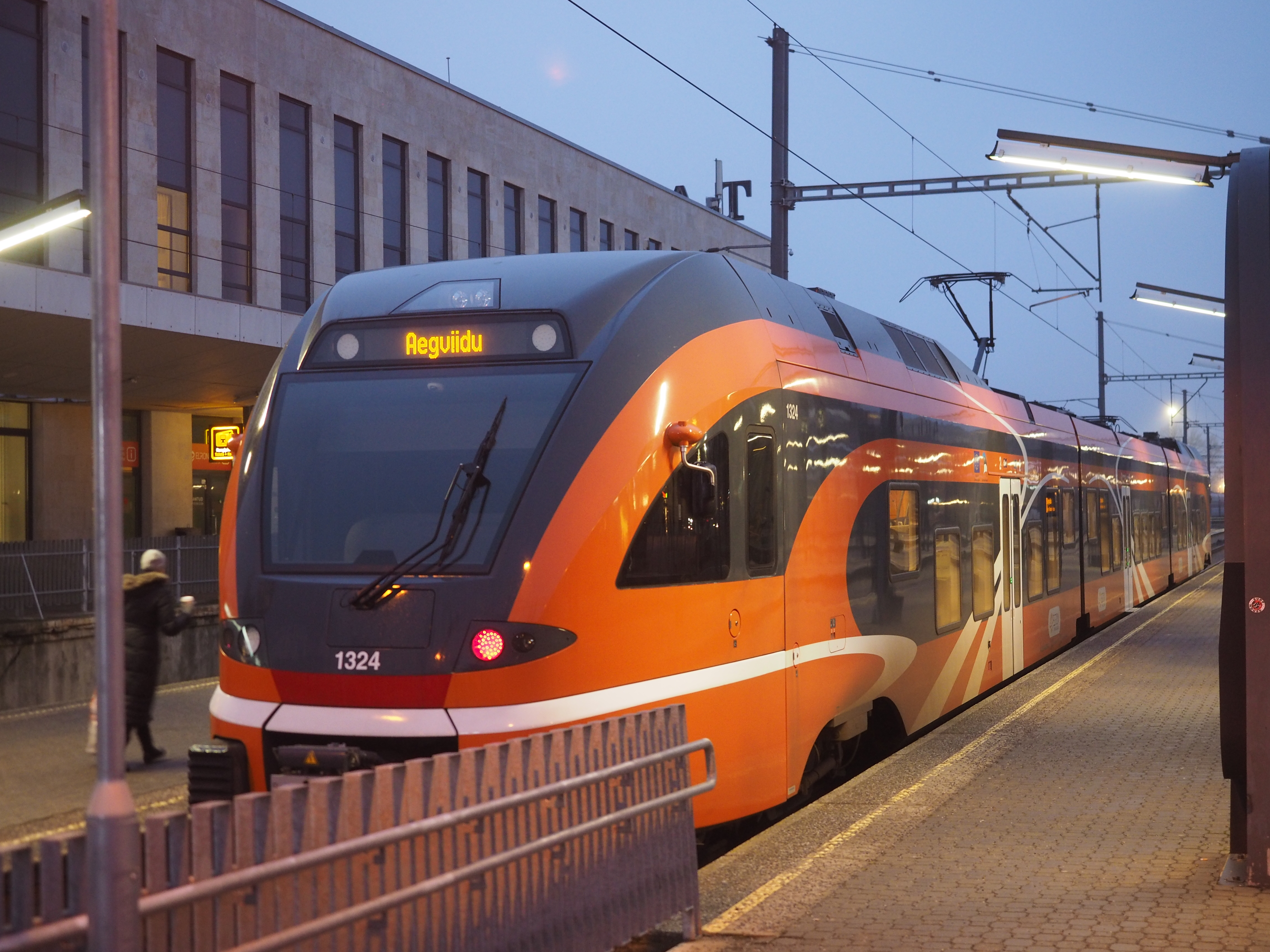
Un tren de cercanías a Aegviidu en la estación Baltic de Tallin.

La red de trenes de cercanías de Tallin está electrificada y se extiende hacia el este y el oeste desde la estación Báltica, con una longitud total de 132 km. La línea hacia el este llega hasta Aegviidu. La línea hacia el oeste llega a la ciudad de Keila, donde se divide en dos ramales: uno continúa hacia la ciudad portuaria de Paldiski y el otro hacia el interior, hasta Turba. La rama hacia Paldiski se bifurca en Klooga, con un pequeño ramal que lleva hasta la playa de Klooga-rand.
Las obras de modernización de las vías y estaciones se realizaron a principios de la década de 2010. Para mejorar la cobertura de datos móviles en las zonas rurales, Telia instaló 25 nuevas torres de telecomunicaciones a lo largo de la línea Tallin-Tartu, y en los primeros años de la década de 2020 se incorporaron dispositivos 5G en los trenes de Elron.

## Material ferroviario

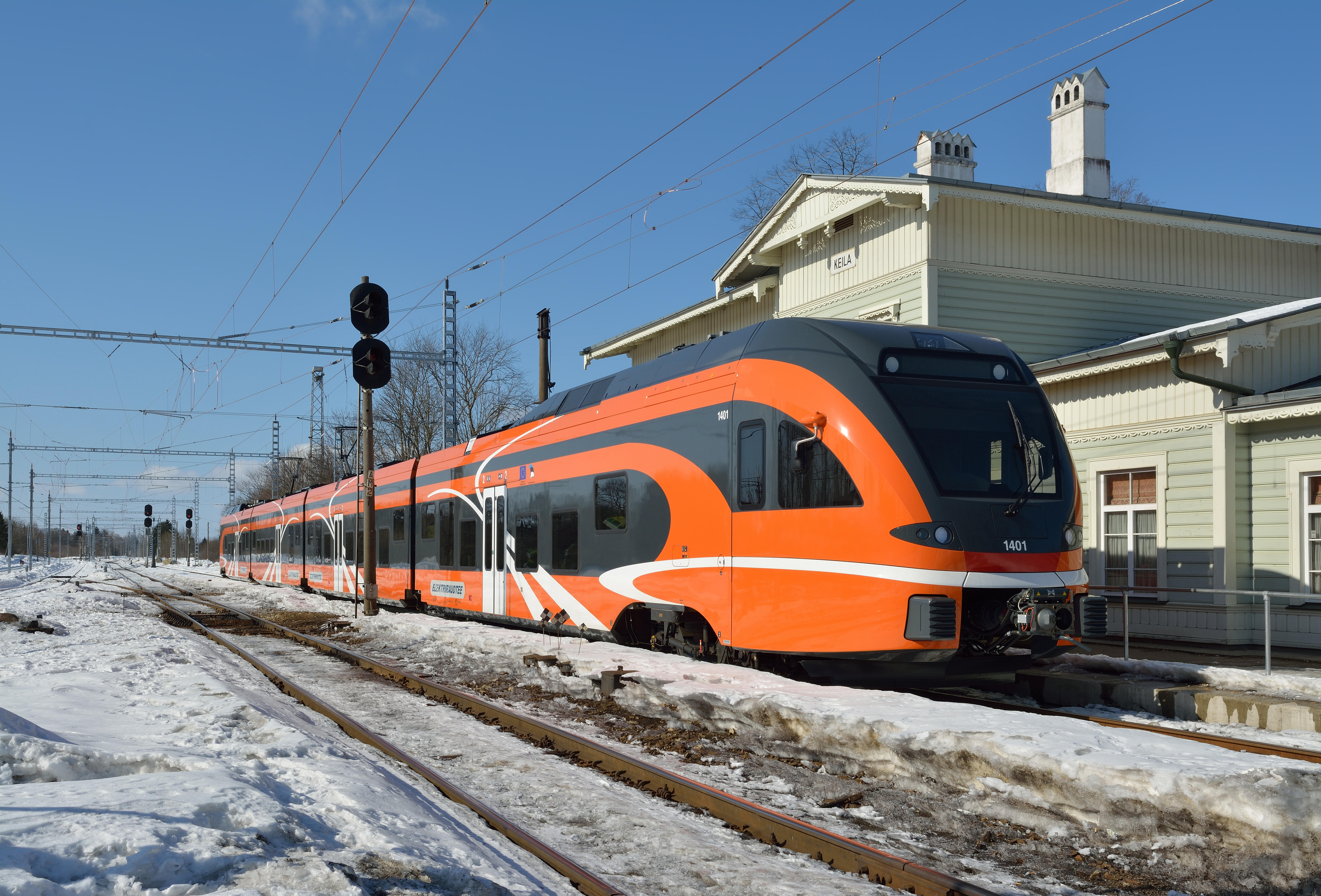
Stadler Flirt en Keila.

Actualmente, Elron utiliza 38 trenes Stadler FLIRT eléctricos y diésel-eléctricos. La entrega de los trenes fabricados por Stadler Rail —12 unidades eléctricas de tres coches, 6 de cuatro coches, 6 unidades diésel-eléctricas de dos coches, 8 de tres coches y 6 de cuatro coches— comenzó en 2012; para junio de 2014, todos los trenes habían llegado a Estonia. Desde 2015, todos los antiguos trenes soviéticos fueron retirados.
A mediados de 2019, Elron recibió permiso para adquirir 4 nuevos trenes híbridos con la opción de añadir 2 trenes eléctricos. La decisión respondió a la frecuente saturación en las rutas más populares de la operadora, debido a un incremento de pasajeros de más de un tercio desde la introducción de la flota Stadler en 2014.
En octubre de 2020, Elron anunció que Škoda Transportation había ganado la licitación para seis nuevos trenes eléctricos, con la opción de adquirir 10 más. Škoda suministrará seis trenes eléctricos de sistema dual (Škoda 21Ev, InterPanter), que se prevé comenzarán a operar en la electrificada ruta Tallin-Tartu en septiembre de 2025. El coste total de los seis trenes es de 56,2 millones de euros, y la entrega está programada para la segunda mitad de 2024. Los trenes estarán equipados con asientos intercambiables que podrán retirarse para dejar espacio a bicicletas en los meses cálidos y reinstalarse como plazas adicionales en los meses fríos. En enero de 2023, se ejerció la opción de compra de los 10 trenes adicionales.